# Prix littéraire intercollégial
Cet article court présente un sujet plus développé dans : Prix littéraire des collégiens.
Le prix littéraire intercollégial est un ancien prix littéraire québécois. Il a été mis sur pied en 2002 par le département de français du Collège Montmorency de Laval, en collaboration avec l’hebdomadaire Voir. À l'été 2003, les organisateurs du prix se sont associés avec ceux du prix littéraire des collégiens pour créer un prix de plus grand rayonnement qui garde le nom de prix littéraire des collégiens.

## Lauréats
- 2002 - Sylvain Trudel – Du mercure sous la langue
- 2003 - Stéphane Bourguignon – Un peu de fatigue